# José Antonio Murgas
José Antonio Murgas Aponte (San Diego, Magdalena Grande, 1930-Valledupar, 24 de mayo de 2024), también conocido como ‘Toño’ Murgas y el apodo de "Padre del departamento del Cesar", fue un abogado y político colombiano.
Fue fundador y exgobernador del departamento del Cesar, exministro de Trabajo de Colombia, excongresista, exembajador de Colombia ante la Organización de las Naciones Unidas (ONU) y exrector de la Universidad Popular del Cesar (UPC).

## Familia
Murgas Aponte fue criado por sus padres en el municipio de San Diego (Cesar), contrajo matrimonio con Lely Maya, de cuya unión nació Luz Estela Murgas Maya. Su hija Luz Estela se casó con Luis Felipe Henao, Ministro de Vivienda, Ciudad y Territorio.
Su hijo, Richard José Murgas Ramos, fue asesinado en la trocha La Victoria, en la carretera que del municipio de La Paz conduce al corregimiento de Badillo, jurisdicción del municipio de Valledupar en el departamento del Cesar.
José Antonio Murgas es cuñado de Crispín Villazón de Armas. Villazón estuvo casado con Clara Aponte López, media hermana de José Antonio. Entre sus sobrinos figura el cantante de música vallenata, Iván Villazón, hijo de Crispín y Clara.

## Estudios
Sus estudios primarios los llevó a cabo en el colegio 'Leonidas Acuña' en el vecino municipio de La Paz. Luego fue enviado a estudiar al prestigioso Liceo Celedón en Santa Marta.
Ingresó luego a la Sede Principal de la Universidad Libre (Colombia) a estudiar Derecho, luego se trasladó a la Universidad Nacional de Colombia para continuarlo, pero finalmente lo culminó en la Universidad Externado de Colombia.

## Trayectoria

### Representante a la Cámara por el Magdalena

#### Creación del departamento del Cesar
Como congresista en representación del Magdalena Grande, José Antonio Murgas fue autor en del proyecto de Ley de la creación del departamento del Cesar, separándose del departamento del Magdalena, ante la oposición de Pedro Castro Monsalvo. El proyecto se convirtió en la ley 25 del 21 de junio de 1967, sancionada por el presidente Carlos Lleras Restrepo y los ministros Misael Pastrana Borrero, Darío Echandía y Abdón Espinoza Valderrama.

### Representante a la Cámara
Tras la creación del departamento del Cesar, Murgas se lanzó como candidato a las elecciones parlamentarias. Fue elegido representante por el Partido Liberal y el nuevo departamento junto a su compañero, Aníbal Martínez Zuleta.

### Gobernador del Cesar (1970-1971)
Murgas fue nombrado gobernador del Cesar por el presidente Misael Pastrana. Murgas remplazó en el cargo a su copartidario liberal Alfonso Araújo Cotes, asumiendo el 22 de agosto de 1970. Murgas gobernó hasta el 17 de junio de 1971 y fue reemplazado por el político conservador Manuel Germán Cuello.
Como gobernador, Murgas tuvo que lidiar con la 'tragedia de Poponte', una pequeña población en el centro del Cesar, municipio de Chiriguaná, en estribaciones de la Serranía del Perijá, que fue víctima de una avalancha y desapareció a gran cantidad de pobladores. Murgas coordinó el rescate con la sociedad vallenata, el gobierno del presidente Pastrana y las Fuerzas Militares.

### Ministro de Trabajo
El 17 de abril de 1973 en virtud del Decreto 739, el presidente de Colombia Misael Pastrana nombró a Murgas en el cargo de ministro de trabajo en reemplazo de Crispín Villazón de Armas.

### Elecciones a la alcaldía de Valledupar (1990)
A principios de 1990, Murgas se lanzó como candidato a la alcaldía de Valledupar respaldado por el movimiento político llamado Frente Cívico. El Frente Cívico estuvo conformado en Valledupar por el Partido Conservador Colombiano, el exministro cesarense Carlos Arturo Marulanda. Un sector del Partido Liberal, aliado al presidente César Gaviria también le apoyó.
Murgas se enfrentó a la candidatura a la alcaldía de Aníbal Martínez Zuleta, quien finalmente se alzó con el triunfo.

### Agente fiscal del Cesar
El 4 de septiembre de 1990, el gobernador del Cesar, Adalberto Ovalle Muñoz conformó su gabinete de secretarios departamentales, nombrando a Murgas como Agente fiscal del departamento del Cesar en la ciudad de Bogotá.

### Rector de la Universidad Popular del Cesar
En 1997, Murgas fue rector de la Universidad Popular del Cesar (UPC) con sedes en Aguachica y Valledupar, Cesar, siendo gobernador del Cesar, Lucas Gnecco Cerchar.

### Aspiración a la Secretaría General del Senado
En 1998, el senador Pepe Gnecco postuló a Murgas como candidato a la Secretaría General del Senado de la república de Colombia.

### Apoyos políticos en elecciones 2015
En las elecciones regionales de 2015, Murgas apoyó a la gobernación a Franco Ovalle, quien resultó elegido gobernador del Cesar.

## Honores
- Medalla al Mérito Cacique Upar, en la categoría Oro, por haber sido el ponente de la ley que creó el departamento del Cesar en 1967, impuesta por Lucas Gnecco Cerchar, el 22 de diciembre de 1992.[16]